# Kjetil Haug
Pour les articles homonymes, voir Haug.
Kjetil Haug, né le 12 juin 1998 à Halden en Norvège, est un footballeur norvégien qui joue au poste de gardien de but au Toulouse FC.

## Biographie
Il arrive à Toulouse à l'été 2022. En 2023, il joue l'intégralité des matchs de coupe de France de son club et remporte la compétition. Promis originellement à une place de numéro 1 pour la saison suivante avec le départ de Maxime Dupé, Guillaume Restes lui est finalement préféré à l'issue de la préparation.
Le 24 août 2023, il est prêté par le Toulouse FC jusqu'à la fin de l'année au Sarpsborg 08 FF afin de lui donner du temps de jeu.
Le 6 février, il est de nouveau prêté en Norvège, cette fois du côté du FK Bodø/Glimt.
Le 24 août 2024, n’étant toujours pas dans les plans de Carles Martinez Novell, il est à nouveau prêté en Norvège, cette fois-ci au Odds BK, jusqu'à la fin de l’année.
Après avoir été prêté au club norvégien Odds BK jusqu'au 31 décembre 2024, il réintègre l'effectif du Toulouse FC en janvier 2025. Avec le prêt d'Alex Domínguez à Eibar jusqu'au 30 juin 2025, Kjetil Haug devient le second gardien de l'équipe toulousaine.

## Statistiques
| Saison                | Club                     | Championnat           | Championnat | Championnat | Championnat | Coupe(s) nationale(s) | Coupe(s) nationale(s) | Coupe(s) nationale(s) | Compétition(s) continentale(s) | Compétition(s) continentale(s) | Compétition(s) continentale(s) | Compétition(s) continentale(s) | Total | Total | Total |
| Saison                | Club                     | Division              | M.          | B.          | P.d.        | M.                    | B.                    | P.d.                  | Comp.                          | M.                             | B.                             | P.d.                           | M.    | B.    | P.d.  |
| 2018                  | Sogndal Fotball          | 1. divisjon           | 0           | 0           | 0           | 2                     | 0                     | 0                     | -                              | -                              | -                              | -                              | 2     | 0     | 0     |
| Sous-total            | Sous-total               | Sous-total            | 0           | 0           | 0           | 2                     | 0                     | 0                     | -                              | 0                              | 0                              | 0                              | 2     | 0     | 0     |
| 2018                  | Elverum Fotball (prêt)   | 2. Divisjon           | 12          | 0           | 0           | 0                     | 0                     | 0                     | -                              | -                              | -                              | -                              | 12    | 0     | 0     |
| Sous-total            | Sous-total               | Sous-total            | 12          | 0           | 0           | 0                     | 0                     | 0                     | -                              | 0                              | 0                              | 0                              | 12    | 0     | 0     |
| 2019                  | Vålerenga Fotball (prêt) | Eliteserien           | 0           | 0           | 0           | 2                     | 0                     | 0                     | -                              | -                              | -                              | -                              | 2     | 0     | 0     |
| 2020                  | Vålerenga Fotball        | Eliteserien           | 2           | 0           | 0           | 0                     | 0                     | 0                     | -                              | -                              | -                              | -                              | 2     | 0     | 0     |
| 2021                  | Vålerenga Fotball        | Eliteserien           | 14          | 0           | 0           | 3                     | 0                     | 0                     | C4                             | 1                              | 0                              | 0                              | 18    | 0     | 0     |
| 2022                  | Vålerenga Fotball        | Eliteserien           | 12          | 0           | 1           | 2                     | 0                     | 0                     | -                              | -                              | -                              | -                              | 14    | 0     | 1     |
| Sous-total            | Sous-total               | Sous-total            | 28          | 0           | 1           | 7                     | 0                     | 0                     | -                              | 1                              | 0                              | 0                              | 36    | 0     | 1     |
| 2022-2023             | Toulouse FC              | Ligue 1               | 0           | 0           | 0           | 6                     | 0                     | 0                     | -                              | -                              | -                              | -                              | 6     | 0     | 0     |
| Sous-total            | Sous-total               | Sous-total            | 0           | 0           | 0           | 6                     | 0                     | 0                     | -                              | 0                              | 0                              | 0                              | 6     | 0     | 0     |
| 2023                  | Sarpsborg 08 FF (prêt)   | Eliteserien           | 11          | 0           | 0           | 0                     | 0                     | 0                     | -                              | -                              | -                              | -                              | 11    | 0     | 0     |
| Sous-total            | Sous-total               | Sous-total            | 11          | 0           | 0           | 0                     | 0                     | 0                     | -                              | 0                              | 0                              | 0                              | 11    | 0     | 0     |
| 2024                  | FK Bodø/Glimt (prêt)     | Eliteserien           | -           | -           | -           | -                     | -                     | -                     | C4                             | 1                              | 0                              | 0                              | 1     | 0     | 0     |
| Sous-total            | Sous-total               | Sous-total            | 0           | 0           | 0           | 0                     | 0                     | 0                     | -                              | 1                              | 0                              | 0                              | 1     | 0     | 0     |
| Total sur la carrière | Total sur la carrière    | Total sur la carrière | 51          | 0           | 1           | 15                    | 0                     | 0                     | -                              | 2                              | 0                              | 0                              | 68    | 0     | 1     |

## Palmarès

### En club
- Toulouse FC 
  - Vainqueur de la Coupe de France en 2023